# Briujovétskaya
Briujovétskaya (del ruso: Брюхове́цкая) es una stanitsa, centro administrativo del raión de Briujovétskaya del krai de Krasnodar, en Rusia. Está situada en la orilla izquierda del río Beisuzhok Levi en su confluencia con el Beisug, enfrente de Pereyáslovskaya, 85 km al norte de Krasnodar. Tenía 22 139 habitantes en 2010.
La ciudad más cercana es Timashovsk, 22 km al sur.
Es cabeza del municipio Briujovétskoye, al que pertenecen asimismo Garbúzovaya Balka, Imernitsin, Kavkazski, Krásnaya Zvezdá, Krásnaya Niva, Krásnaya Poliana, Kubán, Pobeda, Pody, Privolni, Rogachi y Chkalova.

## Historia
La stanitsa fue fundada en 1794, por lo que es uno de los cuarenta primeros asentamientos cosacos de la zona del Kubán. Fue bautizada con el nombre del atamán elegido en 1659 y más tarde hetman de los cosacos de Zaporozhia, Iván Briujovetski. Fue trasladada en dos ocasiones hasta 1803. Hasta 1843 era conocida como Briujovetskói. En 1847 se inauguró una fábrica de ladrillos y en 1849 y en 1908 se edificaron dos iglesias. En 1904 se reguló el caudal del río Beisug entre Briujovétskaya y Pereyáslovskaya mediante una presa. En 1916 se abrió una escuela secundaria.
El 2 de junio de 1924 fue designada centro administrativo de su raión.

## Demografía
| 1917   | 1959   | 1970   | 1979   | 1989   | 2002   |        |
| ------ | ------ | ------ | ------ | ------ | ------ | ------ |
| 11 126 | 14 254 | 17 136 | 18 891 | 21 518 | 22 024 | 22 139 |

### Composición étnica
De los 22 024 habitantes que tenía en 2002, el 94.6 % era de etnia rusa, el 2.3 % era de etnia ucraniana, el 0.7 % era de etnia armenia, el 0.4 % era de etnia gitana, el 0.2 % era de etnia alemana, el 0.1 % era de etnia georgiana, el 0.1 % era de etnia adigué, el 0.1 % era de etnia azerí, el 0.1 % era de etnia turca, el 0.1 % era de etnia tártara y el 0.1 % era de etnia griega

## Cultura y lugares de interés
Cabe destacar la Iglesia Sviato-Prkovski, el museo etnográfico creado en 1994 y la Casa de Cultura I. I. Burenkova.

## Economía y transporte
Briujovétskaya es el centro de una área agrícola con preponderancia del cultivo de grano y cultivos técnicos así como la cría de cerdos. Hay compañías del sector alimentario y de la industria ligera.
La localidad está en la línea de ferrocarril del Cáucaso Norte, entre Rostov y Krasnodar, desde que se abrió al tráfico el segmento Staromínskaya - Timashóvskaya en 1915. Por la localidad pasa asimismo la carretera R268 Bataisk-Krasnodar.